# 北海道道696号喜茂別停車場線
北海道道696号喜茂別停車場線（ほっかいどうどう696ごう きもべつていしゃじょうせん）は、北海道虻田郡喜茂別町内を結ぶ一般道道（北海道道）である。

## 概要

### 路線データ
- 起点：北海道虻田郡喜茂別町字喜茂別（旧国鉄 胆振線 喜茂別駅跡）
- 終点：北海道虻田郡喜茂別町字喜茂別（国道230号交点）
- 総延長：0.904 km
- 実延長：0.896 km
- 重用延長：0.008 km

### 道路管理者
- 喜茂別町 建設課

## 歴史
- 1971年（昭和46年）3月31日 - 路線認定[1]。
- 1986年（昭和61年）11月1日 - 胆振線の廃線に伴い、喜茂別駅は廃駅となる。
- 2014年（平成26年）4月1日 - 管理業務を小樽建設管理部から喜茂別町に移管[2]。

## 地理

### 通過する自治体
- 胆振総合振興局
  - 虻田郡喜茂別町

### 交差する道路
喜茂別町
- 国道230号 - 字喜茂別（終点）

### 沿線にある施設など
喜茂別町
- 喜茂別町役場
- 郷の駅ホッときもべつ